# Чија си (песма)
Чија си је песма Тошета Проеског и победничка песма Беовизије 2003. године. 
Текст и композицију потписује Леонтина, а продукцију Жељко Јоксимовић. Песма је најпре била намењена Бојану Маровићу, али ипак постаје један од највећих Тошетових хитова.
Песма убедљиво побеђује на Беовизији 2003. године, а 2004. објављена је на албуму Ден за нас. Победника Беовизије 2003. одређивали су искључиво гласови стручног жирија, то су били: Сања Илић, Слободан Ковачевић, Драган Брајовић, Ивана Петерс, Тања Бањанин, Лео Мартин, Богомир Мијатовић, Светлана Ђурашевић и Александар Филиповић. Песма Чија си осваја и глас публике, који се у 1. години фестивала рачунао одвојено од жирија. Тоше Проески је са овом песмом требало да буде први представник Србије и Црне Горе на Евровизији, али се због превише земаља учесница те године, СЦГ први пут представља наредне године са песмом Лане моје. Пратеће вокале певале су Леонтина и Александра Радовић.